# Écoulement complexe
 (septembre 2006).
 (décembre 2013).
Si vous disposez d'ouvrages ou d'articles de référence ou si vous connaissez des sites web de qualité traitant du thème abordé ici, merci de compléter l'article en donnant les références utiles à sa vérifiabilité et en les liant à la section « Notes et références ».
De manière générale, la notion d' écoulement complexe recouvre deux types particuliers d'écoulements :
- les écoulements se produisant dans un milieu complexe (par exemple spatialement hétérogène ou temporellement instable, avec changements de phase par exemple ou des changements chimiques ou biochimiques)
- des écoulements de fluides non newtoniens (ex : fluides rhéofluidifiants, fluides rhéoépaissisants, etc.) qui sont soumis à des lois de comportement et sources d'interactions plus complexes avec la matrice ou le support de l'écoulement.

## Dans l'environnement naturel
Concernant les cours d'eau, le débit est l'un des facteurs régissant l’hydrochimie, principalement par le mécanisme d'abrasion/dilution. Il est aussi étroitement lié au transport de sédiments en suspension dans les rivières et les fleuves. Sans mesures continues des débits, il est impossible de calculer les flux (le transport) de sédiments et de produits chimiques dans les cours d’eau. Un diagramme illustrant le débit en fonction du temps est appelé hydrogramme (dont la forme est liée au volume du cours d'eau, à son régime d’écoulement, et aux effets des lacs ou des eaux souterraines.
Les débits mensuels à long terme qui caractérisent le régime d’écoulement d’une rivière ou d’un fleuve.
- régime tropical, avec un maximum d’écoulement lié aux précipitations (Sénégal)
- régime de montagne, avec écoulement des eaux de fonte et de pluie (Tigre)
- pluies de fin de la mousson (Chao Phraya)
- type océanique, lié au régime d’évapotranspiration (Loire)
- régime équatorial avec deux périodes de pointe liées aux précipitations (Ogooué)
- régime complexe, allant de la fonte des glaciers au type océanique (Rhin)
- fonte des neiges, basses terres (Lena)

La régularité de l’hydrogramme est liée à la taille du cours d’eau, à son régime d’écoulement et aux effets des lacs ou des eaux souterraines. Dans un régime d’écoulement complexe comme celui du Rhin, le débit de pointe peut survenir en différentes saisons. Des régimes simples comme celui de la fonte des neiges (Petchora) ou de la mousson (Nil Bleu ou Bahr el-Azrak) sont plus réguliers. L’influence des lacs est illustrée dans l’exemple de la Finlande.
L’hydrochimie de certaines régions formées de roches sédimentaires dépend des dépôts de carbonates et/ou d’évaporites. Lorsque ces dépôts sont absents (dans la plus grande partie de l’Afrique et de l’Amérique du Sud), la dilution est très grande. Les affleurements de roches carbonatées (en Europe de l’Ouest, dans le sud de la Chine, dans l’est de la vallée du Mississippi) produisent des eaux dures. En général, les chaînes de montagnes préalpines sont exposées à la météorisation pour de longues périodes et, globalement, leurs eaux de surface présentent moins de matières dissoutes totales (MDT) que celles des rivières sur les roches alpines moins anciennes qui ont été exposées plus récemment et où les carbonates et les évaporites peuvent être abondants.